# Zarco (filme)
Zarco é um curta-metragem realizada por Miguel Gonçalves Mendes e produzida pela JumpCut. Uma encomenda da Exposição Internacional de Saragoça de 2008/ Dupla Cena, certame que teve como tema  “A Água e o Desenvolvimento Sustentável”.